# Ferrari Testarossa
O Ferrari Testarossa é um automóvel superdesportivo com motor central-traseiro de 12 cilindros opostos construído pela Ferrari. Teve a sua produção iniciada em 1984 e foi lançado como o sucessor do Ferrari Berlinetta Boxer. O estúdio Pininfarina desenhou o carro originalmente produzido de 1984 até 1991, e dois restyles foram efetuados pela Ferrari após 1991 com o encerramento de produção do Testarossa e início de produção do Ferrari 512 TR e do Ferrari 512 M que foram produzidos de 1992 até 1996. Mais de 10 mil Testarossas, 512 TR e F512 M foram produzidos, tornando-se um dos modelos mais comuns de Ferrari produzidos, apesar do seu alto preço e do design exótico. Em 1995, um F512 M foi vendido por U$ 220.000.
Testarossa é um coupe de duas portas com tecto fixo que se estreou no Paris Auto Show em 1984. Todas as versões do Testarossa possuem tracção traseira e transmissão manual de cinco velocidades. O motor montado à frente das rodas traseiras, entre os eixos, mas por detrás da cabine, confere ao carro um baixo centro de gravidade, o que aumenta a estabilidade do carro em curvas e proporciona uma divisão de peso de 40% na dianteira e 60% na traseira. O Testarossa original foi redesenhado em 1992 e relançado como Ferrari 512 TR, no Los Angeles Auto Show, efectivamente como um carro novo, com uma melhor distribuição de peso: 41% à frente e 59% atrás. O Ferrari F512 M foi lançado em 1994 no Paris Motor Show. O carro foi lançado sem as iniciais "TR" e adicionou "M" que em italiano significa modificata (modificado), e foi a versão final do Testarossa, com uma diferente distribuição de peso: 42% à frente e 58% na traseira. O F512 M foi o último Ferrari lançado com motor central e 12 cilindros além do Ferrari F50 e do Ferrari Enzo, e foi o último a utilizar motor com cilindros opostos. O Testarossa foi substituído em 1996 por outro modelo com motor dianteiro, o 550 Maranello coupe.
Este veículo não deve ser confundido com o Ferrari TR Testa Rossa do final da década de 1950 e início da década de 1960, que foi um carro GT desportivo, que correu no World Sports Car Championship, incluindo a 24 Horas de Le Mans.

## História
No início da década de 1980, a Ferrari havia perdido parte de sua identidade, seus modelos de produção estavam perdendo a essência, assim afirmavam os entusiastas da marca. O 208 GTB possuía motor V8 com uns mêros 255 HP. Já o Mondial era um familiar com quatro lugares, não um carro verdadeiramente desportivo. O Ferrari BB 512i apesar de ser um super desportivo apresentava sinais de envelhecimento, bem como alguns erros de projecto. Assim, a Ferrari estabeleceu metas para seu novo carro:
- Um verdadeiro super desportivo;
- Resgatasse a identidade da marca;
- Concepção mecânica do Berlinetta Boxer, com doze cilindros opostos, motor central-traseiro e tracção traseira;
- Chassis tubular de aço;
- Corrigir os problemas do Berlinetta Boxer como o calor na cabine e falta de espaço para bagagens.

Entre 1979 e 1982 foram desenvolvidos vários protótipos do novo motor, o Colombo (tipo F113A) que equipara os Ferrari BB 512i. Este protótipo da Ferrari foi chamado de BBN (Berlinetta Boxer New) pelos engenheiros da Pininfarina. Em 1982 foi construído o primeiro protótipo completo mas que não possuía itens de conforto em seu interior, apenas componentes mecânicos. Foram construídos 30 protótipos, sendo 12 completos e o restante apenas para retirada e teste de peças.
Seu desenho era revolucionário para a época. As enormes entradas de ar nas laterais, serviam para refrigerar os radiadores, iniciavam nas portas e terminavam no guarda lamas traseiro. Estas aletas foram colocadas devido a legislação de alguns países, que proibiam este tipo de itens devido ao risco de acidentes. Os farolins traseiros apresentavam um visual até então inédito no fabricante de Maranello, foi o primeiro Ferrari a deixar de utilizar os tradicionais farolins duplos redondos. Em sua vez utilizava dois farolins rectangulares, camuflados por uma grade negra, um tanto agressiva e desportiva. O interior era muito luxuoso (para os padrões da Ferrari), possuía ar-condicionado, bancos revestidos em couro com várias regulações, painel completo com muitos instrumentos e óptima visualização. Sistema de áudio não era oferecido, nem como opcional.
Em 1984, a Ferrari apresentou com exclusividade o Testarossa, no autódromo de Ímola. No mês seguinte, o carro foi apresentado ao público no Salão de Paris.

## Nome

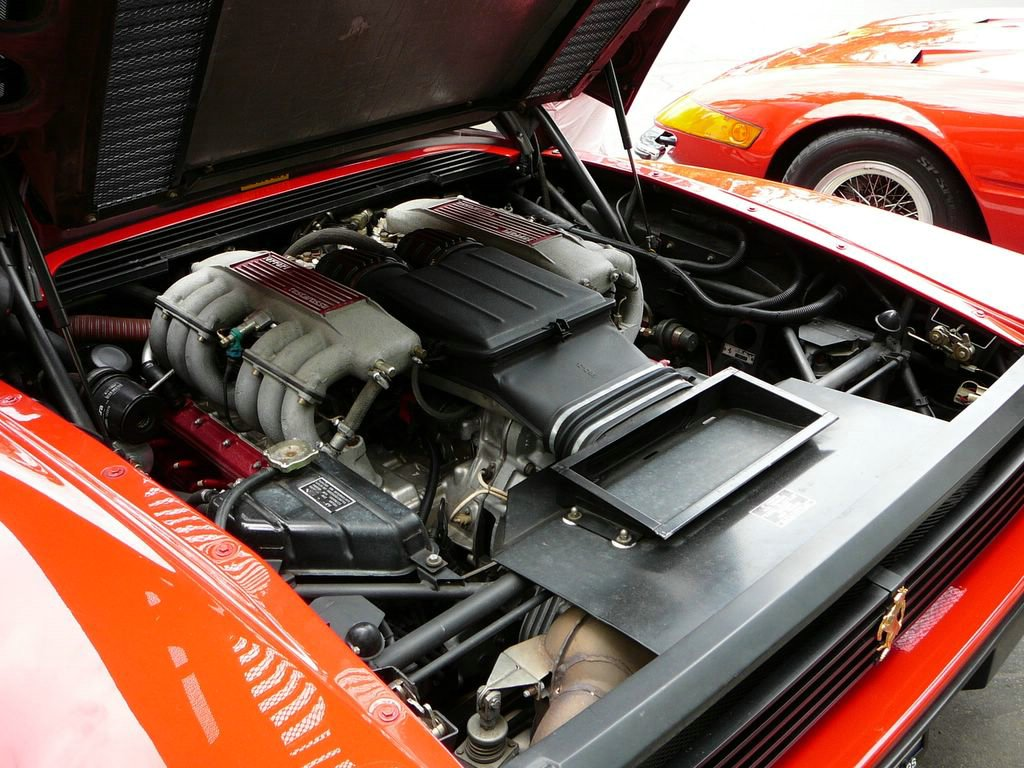
O motor do Testarossa com as tampas das válvulas vermelhas

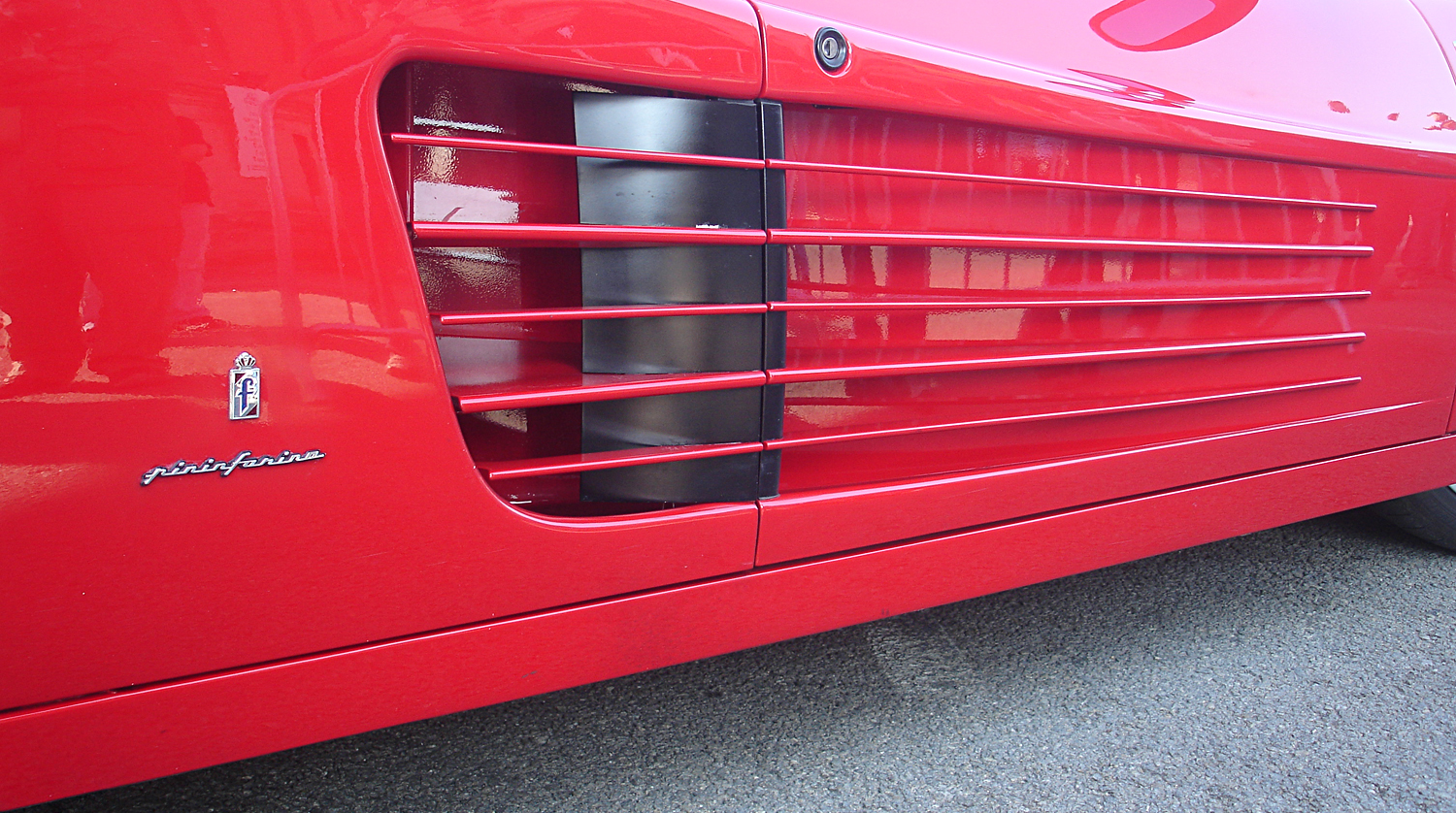
Foto do capô do Testarossa com os radiadores montados atrás do carro

O nome "Testarossa" significa cabeça vermelha em italiano, proveniente da pintura vermelha das tampas das válvulas do motor de 12 cilindros opostos. Evidentemente, a frase de dupla concordância com "mulher de cabelos vermelhos" foi intencional, de fato, Ferrari e Pininfarina regularmente utiliza termos descritivos relacionados a um corpo do sexo feminino ao descrever o estilo dos seus automóveis.

## Desenvolvimento
O Testarossa teve as suas origens em 1981, com as falhas do 512i BB.
Os problemas que o Testarossa foi concebido para corrigir, incluíram uma cabine que se tornava extremamente quente, devido ao facto de estar posicionada entre o motor traseiro e o radiador situado na dianteira do carro e a falta de espaço para bagagens. Para corrigir estes problemas, a Ferrari e o estúdio Pininfarina projetaram o "Testarossa" mais largo que o modelo anterior, o Berlinetta Boxer. O Testarossa é 1,976 metros maior que o modelo de origem. Isto resultou num aumento da distância entre-eixos de 64 mm, que foi utilizado para acomodar bagagem num espaço de armazenamento sob o capôt frontal. Além disto, o aumento no comprimento do carro criou um espaço adicional de armazenamento atrás dos lugares da cabine, e um tecto meia polegada mais alto que no Boxer.
Completando este novo design estava uma carroçaria controversa desenvolvida pelo estúdio Pininfarina. As laterais do carro são algumas vezes chamadas de "queijo fatiado" ou "ovo picado", sendo que as fendas nas portas foram concebidas para resolver o desconfortável problema de calor na cabine. O Testarossa possui dois radiadores na parte traseira atrás do motor, em vez de um único radiador na frente. Em conjunto, as entradas de ar nas laterais promovem ar fresco para os radiadores montados na traseira, ajudando com o arrefecimento do motor. Estas entradas de ar também fazem a traseira do Testarossa ser mais larga que a frente, aumentando assim a estabilidade e o controlo nas curvas.
Assim como o seu antecessor, o Testarossa utiliza uma suspensão do tipo duplo A nas rodas dianteiras e traseiras. No entanto, o Testarossa tinha rodas traseiras de 10 polegadas de largura, o que actuava como uma espécie rudimentar de controle de tracção. O motor do Testarossa é muito semelhante ao do 512i BB, com uma idêntica taxa de compressão e curso de pistões, mas ao contrário do 512i BB tinha quatro válvulas por cilindro e tampas das válvulas pintadas em cor vermelha. O motor era alimentado por um sistema de injecção de combustível mecânico, o Bosch K-Jetronic.

## Testarossa

### Motor
O Testarossa utiliza um motor de 4.943 CC3 modelo Colombo, com doze cilindros opostos montados a 180° de abertura, em posição longitudinal. Cada cilindro possui quatro válvulas, sendo 48 ao total, sistema de lubrificação de cárter seco e uma taxa de compressão de 9,2 : 1. Essa combinação proporciona um torque máximo de 490Nm à 4.500 RPM e uma potência máxima de 390 HP às 6.300 RPM. Algumas versões estado-unidenses do carro possuíam o mesmo motor, mas com potência de 385 HP.
O Ferrari Testarossa acelera de 0 a 100 km/h em 5,8 segundos e de 0 a 160 km/h em apenas 11,4 segundos (a revista estado-unidense Motor Trend Magazine conseguiu tempo de 5.29 e 11.3, respectivamente). O carro completa o quarto de milha (400 metros) em 13,5 segundos e percorre 1 quilómetro a partir da imobilidade em 23,8 segundos. A velocidade máxima do Testarossa é de 290 km/h.
| Marcha                 | Ré      | 1       | 2       | 3       | 4       | 5       | Relação final |
| ---------------------- | ------- | ------- | ------- | ------- | ------- | ------- | ------------- |
| Relação de transmissão | 2.523:1 | 3.139:1 | 2.104:1 | 1.526:1 | 1.167:1 | 0.875:1 | 3.210:1       |

### Rodas

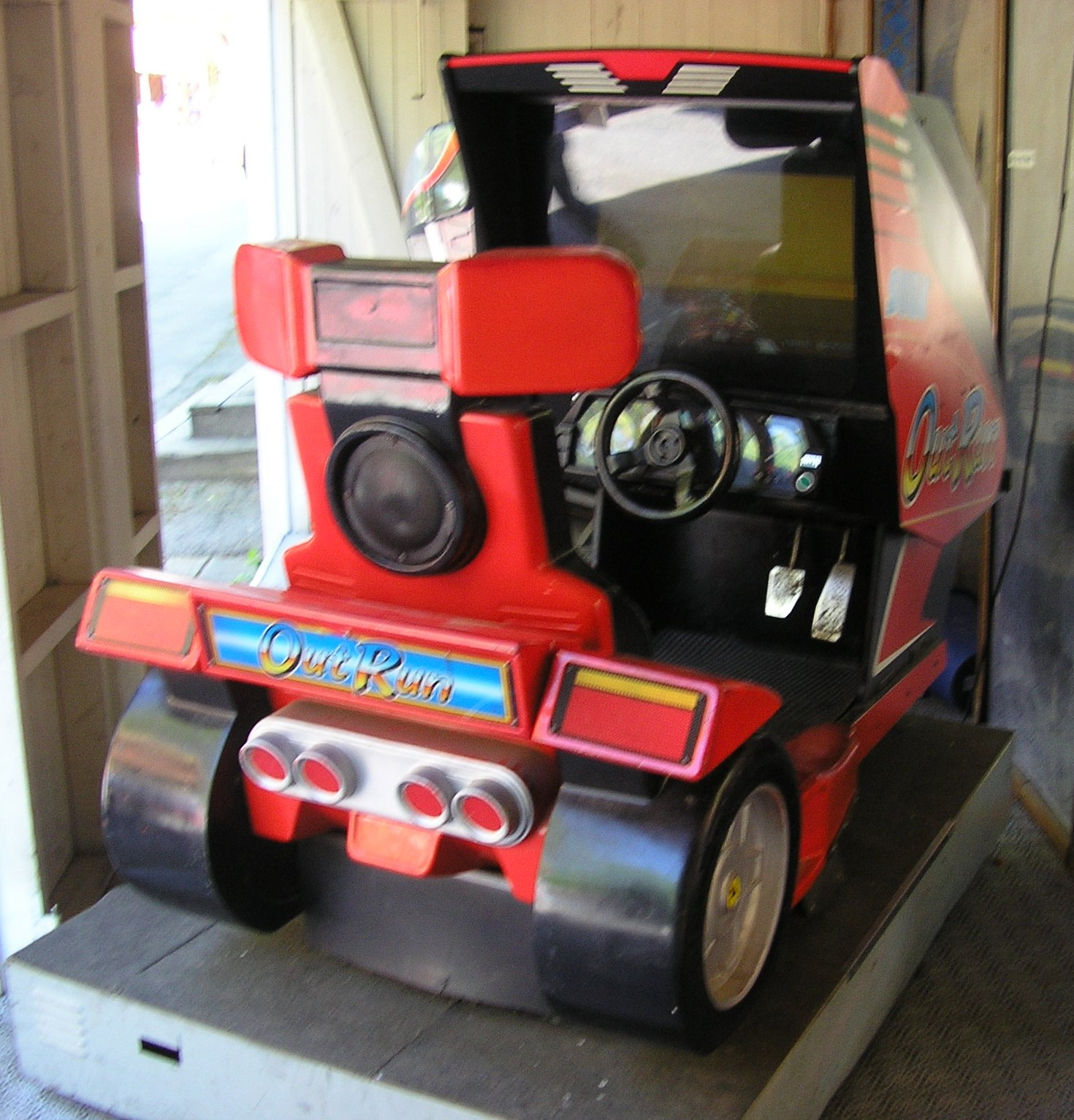
Gabinete Out Run simulando um Testarossa.

O Testarossa possui jantes de 16 polegadas, com uma largura de 20 cm nas dianteiras e 25 cm nas traseiras; algumas versões vendidas nos Estados Unidos utilizam as quatro rodas com largura de 25 cm. Os pneus da Goodyear na versão estado-unidense do carro utilizam 225/50 VR 16 nos dianteiros e 255/50 VR 16 nos pneus traseiros, enquanto a versão internacional do carro utilizava pneus Michelin TRX 240/45 VR 415 nos dianteiros e TRX 280/45 VR 415 nos pneus traseiros. Os travões dianteiros possuem um diâmetro de 309 mm e os traseiros de 310 mm.

### Interior
O Testarossa foi lançado com um luxuoso interior revestido em couro e carpete de veludo.

### Recepção
Este carro recebeu muitos testes de comparação e admiradores - foi apresentado nove vezes na revista estado-unidense Road & Track em apenas cinco anos. O valor do Testarossa nos Estados Unidos em 1989 era de 181.000 dólares. O preço do Testarossa no Reino Unido era de £62.666.
Jack Nerad do programa Driving Today num teste ao Testarossa afirmou: "foi um carro projectado e construído para ser uma imagem do dinheiro. Uma vez que foi perfeitamente recebido nos anos 1980, era o veículo ideal para este tempo. A poupança foi de graça, ele também era um bom automóvel."
Embora bem sucedido nas ruas, o Testarossa não apareceu nas corridas, ao contrário do BB 512i, que o tinha feito com menor sucesso. Como o carro se tornou um sinónimo dos anos 1980, actualmente ocupa uma parte da cultura retro dessa década, significa que a popularidade do Testarossa o fez aparecer em inúmeros jogos de arcade como Out Run, OutRun 2, Hard Drivin e também na série de televisão Miami Vice, como o carro disfarçado de Sonny Crockett. As entradas de ar nas laterais do carro se tornaram um componente de kits de carroçarias desenvolvidas para outros automóveis. As entradas de ar laterais foram colocadas em carros como Pontiac Trans Am e uma grande variedade de desportivos japoneses.

## Testarossa Spider
Testarossa Spider, número de série 62897, foi vendido como uma variante oficial descapotável do Testarossa, construído pela Ferrari e desenhado pelo estúdio Pininfarina. O carro foi especialmente desenvolvido para Gianni Agnelli, presidente da Fiat na época, como um presente. O Testarossa Spider possui uma pintura em prata, um interior em couro branco magnolia com uma faixa azul escuro e um tecto branco que podia ser removido manualmente. Este veículo foi entregue a Agnelli em 1986, e possui um logotipo da Ferrari prateado no capôt de alumínio.
Muitos compradores solicitaram os seus próprios Testarossa Spider, mas a Ferrari decidiu não produzir mais, e a Pininfarina e outras empresas realizaram conversões não oficiais. O Testarossa Spider oficial não possui alterações mecânicas em relação ao Testarossa disponível no mercado europeu. O seu motor era o original 4.9L de 390 HP e 12 cilindros opostos. A única diferença, além do fato de ser descapotável, era que o Spider possuía o vidro dianteiro e as portas menores que em relação ao Testarossa original.

## 512 TR

### Motor
O Testarossa utiliza um motor de 4.943 cc3 modelo Colombo, com doze cilindros opostos montados a 180° de abertura, em posição longitudinal. Cada cilindro  possui quatro válvulas, sendo 48 ao total, sistema de lubrificação de cárter seco e uma taxa de compressão de 10,0 : 1. Essa combinação proporciona um torque máximo de 488 Nm às 5.500 RPM e uma potência máxima de 428 HP às 6.750 RPM.
O Ferrari 512 TR acelera de 0 a 97 km/h em 4.9 segundos e de vai de 0 a 160 km/h em 10.7 segundos.
O carro completa o quarto de milha (400 metros) em 13.2 segundos e percorre 1 quilómetro a partir da imobilidade em 23.4 segundos. A velocidade máxima do 512 TR é de 314 km/h.
| Marcha                 | Ré      | 1       | 2       | 3       | 4       | 5       | Relação final |
| ---------------------- | ------- | ------- | ------- | ------- | ------- | ------- | ------------- |
| Relação de transmissão | 2.428:1 | 2.916:1 | 1.882:1 | 1.421:1 | 1.087:1 | 0.815:1 | 3.45:1        |

Um recall foi emitido em 1995, visando corrigir problemas na montagem da mangueira de combustível. Mais de 400 veículos possuíam este defeito que poderia causar diferenças na temperatura do ambiente. Outro recall foi emitido em relação ao sistema de retenção passiva do cinto de segurança que não funcionava correctamente em mais de 2 mil 512 TRs. Se o sistema de retenção sofresse uma falha mecânica ou eléctrica, somente o cinto de segurança abdominal proporcionaria a protecção dos ocupantes do veículo.
O motor do 512 TR foi modificado de muitas maneiras. Nikasil passou a ser usado como revestimento dos cilindros, um novo sistema de indução de ar foi desenvolvido, a antiga injecção mecânica de combustível Bosch K-Jetronic foi abandonada em lugar da nova injecção electrónica Bosch Bosch Motronic 2.7, válvulas de admissão maiores e uma revisão no sistema de exaustão. Além do aumento do pico de potência, as modificações tornaram mais ampla a curva de potência, tornando melhor a aceleração. O esforço para efectuar as trocas de mudança era uma queixa antiga contra o Testarossa, que foi minimizado com um novo sistema de discos de embreagem, com rolamentos deslizantes e melhor ângulo para o passador. O sistema de travagem incluía agora discos maiores nas rodas dianteiras e melhorias no sistema. Direcção mais rápida, pneus de perfil mais baixo e novas configurações melhoraram a performance em curva.
Mais importante ainda, o motor e a caixa de velocidades tiveram suas posições repensadas, o que melhorou o centro de gravidade, favorecendo o desempenho em curva e fazendo o carro mais seguro  nos seus limites.
O interior também foi revisto, a consola central passou a dividir parte do painel de instrumentos e o controlo de clima foi reposicionado. Pininfarina modificou a carroçaria do carro para melhor integrar os spoilers, cobrir o motor e actualizar o desenho de acordo com o recém lançado Ferrari 348.
O seu valor era de U$ 212.160 em 1992 com os opcionais de luxo, taxas e transporte.

### Rodas
O 512 TR possui jantes de 18 polegadas, com uma largura de 20 cm nas dianteiras e 27 cm na traseiras. Os travões dianteiros possuem um diâmetro de 315 mm e os traseiros de 310 mm.

## F512 M
O F512 M foi a última versão da Testarossa. 501 carros foram produzidos no total, dos quais 75 eram da movimentação da mão direita.

### Motor
o Testarossa utiliza um motor de 4.943 CC3 modelo Colombo, com doze cilindros opostos montados a 180° de abertura, em posição longitudinal. Cada cilindro  possui quatro válvulas, sendo 48 ao total, sistema de lubrificação de cárter seco e uma taxa de compressão de 10,4 : 1. Essa combinação proporciona um torque máximo de 550 Nm às 5.500 RPM e uma potência máxima de 440 HP às 6.750 RPM. Devido ás bielas de titânio e um novo comando de válvulas, que juntos pesavam 7,26 quilos a menos que os originais, o motor podia girar até às 7.500 RPM e, portanto, tolerar um limite maior de rotações.
O Ferrari F512M acelera de 0 a 100 km/h em 4,7 segundos e de 0 a 160 km/h em apenas 10,2 segundos O carro completa o quarto de milha (400 metros) em 12,7 segundos e percorre 1 quilómetro a partir da imobilidade em 22,7 segundos. A velocidade máxima do F512 M é de 315 km/h.
| Marcha                 | Redução final |
| ---------------------- | ------------- |
| Relação de transmissão | 3.31:1        |

### Exterior
Os faróis e os farolins receberam alterações de desenho. Os faróis frontais passaram a ser emoldurados e quadrados, e não são mais escamoteáveis. Os farolins traseiros passaram a ser redondos e o pára-choques foi re-estilizado para manter a aparência do F512 M homogênea. Este carro teve a sua parte dianteira modificada, com a introdução de dois dutos NACA.

### Interior
O interior do carro recebeu alterações menores do que em relação ao interior do 512 TR. A manete da caixa de velocidades passou a ser uma bola cromada, os pedais passaram a ser de alumínio perfurado e ar condicionado passou a ser um equipamento de série. Bancos tipo backet confeccionados em fibra de carbono também foram sugeridos aos compradores, sem custo adicional, e pesavam 14,97 quilos a menos que os originais. Bandeiras da Pininfarina e Ferrari foram colocadas no painel do veículo.

### Rodas
O Testarossa possui jantes de 18 polegadas, com uma largura de 20 cm nas dianteiras e 27 cm nas traseiras. Os pneus adoptados foram os Pirelli P Zero, 234/40 ZR 18 na dianteira e 295/35 ZR 18 na traseira. Os travões dianteiros possuem um diâmetro de 315 mm e os traseiros de 310 mm.; algumas versões vendidas nos Estados Unidos utilizam as quatro jantes com largura de 25 cm. Os pneus da Goodyear versão estado-unidense do carro utilizam 225/50 VR 16 na dianteira e 255/50 VR 16 na traseira, enquanto a versão internacional do carro utilizava pneus Michelin TRX 240/45 VR 415 na dianteira e TRX 280/45 VR 415 na traseira. Os travões dianteiros possuem um diâmetro de 309 mm e os traseiros diâmetro de 310 mm.

## Nos videojogos
O Testarossa se tornou famoso pela sua aparição em vários jogos, mas destacou-se nalguns:
- Out Run: Este jogo de corridas para arcade foi lançado em setembro de 1986 e apresentava um Testarossa vermelho descapotável como único carro disponível. Pilotado por um homem e havia uma mulher loira no banco do pendura. O jogador devia percorrer diversos percursos contínuos, na sua maioria no litoral, próximos à beira mar. Havia um determinado tempo para cada percurso, o que determinava o desafio. Out Run apresentava belos gráficos para a altura e uma óptima banda sonora, recursos do arcade. Havia ainda um botão turbo que temporariamente aumentava a potência e a velocidade do carro. Tornou-se um clássico da Sega e ganhou continuações.
- Out Run 2: Continuação do jogo da Sega para arcade, lançado em 2003. Resgatou a jogabilidade do clássico, com corridas curtas, belas paisagens e muita velocidade. Apresentou muitos carros novos (todos da própria Ferrari) como F40 e 288 GTO. Apresentou novos gráficos 3D, em substituição do antigo gráfico bidimensional e novos modos de jogo: Out Run Mode (modo clássico), Heart Attack Mode (jogador recebe notas a cada prova) e Time Attack Mode (corrida contra o tempo). Em 25 de outubro de 2004 foi lançado para XBox, uma óptima conversão.
- Hard Drivin: Simulador de corridas lançado em 1989 para PC desenvolvido pela Atari Games. Seu foco é no realismo de pilotagem, sendo um jogo extremamente difícil. Apresentou diversos carros de todos tipos, entre eles o Testarossa. Foi um sucesso comercial
- Road & Track Presents: The Need for Speed:Primeiro Jogo da série Need for speed; lançado em 1994, inclui um Ferrari 512TR na sua lista de carros, sonhos de consumo na época.
- Top Gear: Presente na primeira versão da franquia de maior sucesso em jogos de corridas da plataforma Super Nintendo, não podendo ser diferente, era o carro vermelho do jogo.